# 紐米國家公園
紐米國家公園（英語：Niumi National Park），是岡比亞的國家公園，位於該國西北部薩盧姆河三角洲南端，處於岡比亞河北岸，該國家公園成立於1987年，面積49平方公里。